# Simeis 147
Simeis 147, aussi catalogué sous SIM 147, S147, SNR G180.8-02.2, GRS 180.00 -01.70, Sh 2-240, Dentelles du Taureau, ou encore nébuleuse du (ou des) Spaghetti(s), est un rémanent de supernova situé à approximativement entre 1 000  et 3 000 années-lumière de la Terre en direction des constellations du Taureau et du Cocher. Il fait partie des rémanents de supernova auxquels est associé un pulsar, en l'occurrence PSR J0538+2817. Doté d'une taille apparente élevée, la détermination de son centre est longtemps restée imprécise, ce qui valut à l'objet d'être un temps catalogué sous le nom de SNR G180.0-01.7.

## Caractéristiques physiques
SNR G180.8-02.2 a été découvert relativement tôt, en 1952, la première mention de son assimilation avec un rémanent de supernova remontant à 1968. Sa contrepartie optique fut observée la première fois 5 ans après, révélant une coquille plus grande qu'en radio (195×200 minutes d'arc contre 175 minutes de diamètre en radio).
Le rémanent a connu un regain d'intérêt à partir de 1996, date à laquelle fut identifié un pulsar à proximité du centre du rémanent, et soupçonné d'être physiquement lié à celui-ci (à l'époque seulement une quinzaine de pulsars sur les plus de 700 connus étaient associés à un rémanent). Décalé de 40 minutes d'arc du centre du rémanent, ce pulsar, PSR J0538+2817, est vraisemblablement animé d'un mouvement relatif par rapport à celui-ci, du fait d'une asymétrie dans l'explosion de la supernova qui lui a donné naissance. Le pulsar, doté d'un âge caractéristique notablement supérieur à l'âge estimé du rémanent (600 000 ans contre 80 000  à   200 000 ans, voire moins) a vu son mouvement propre mis en évidence en 2003, confirmant son déplacement à l'opposé du centre du rémanent dont il est vraisemblablement issu.

## Galerie

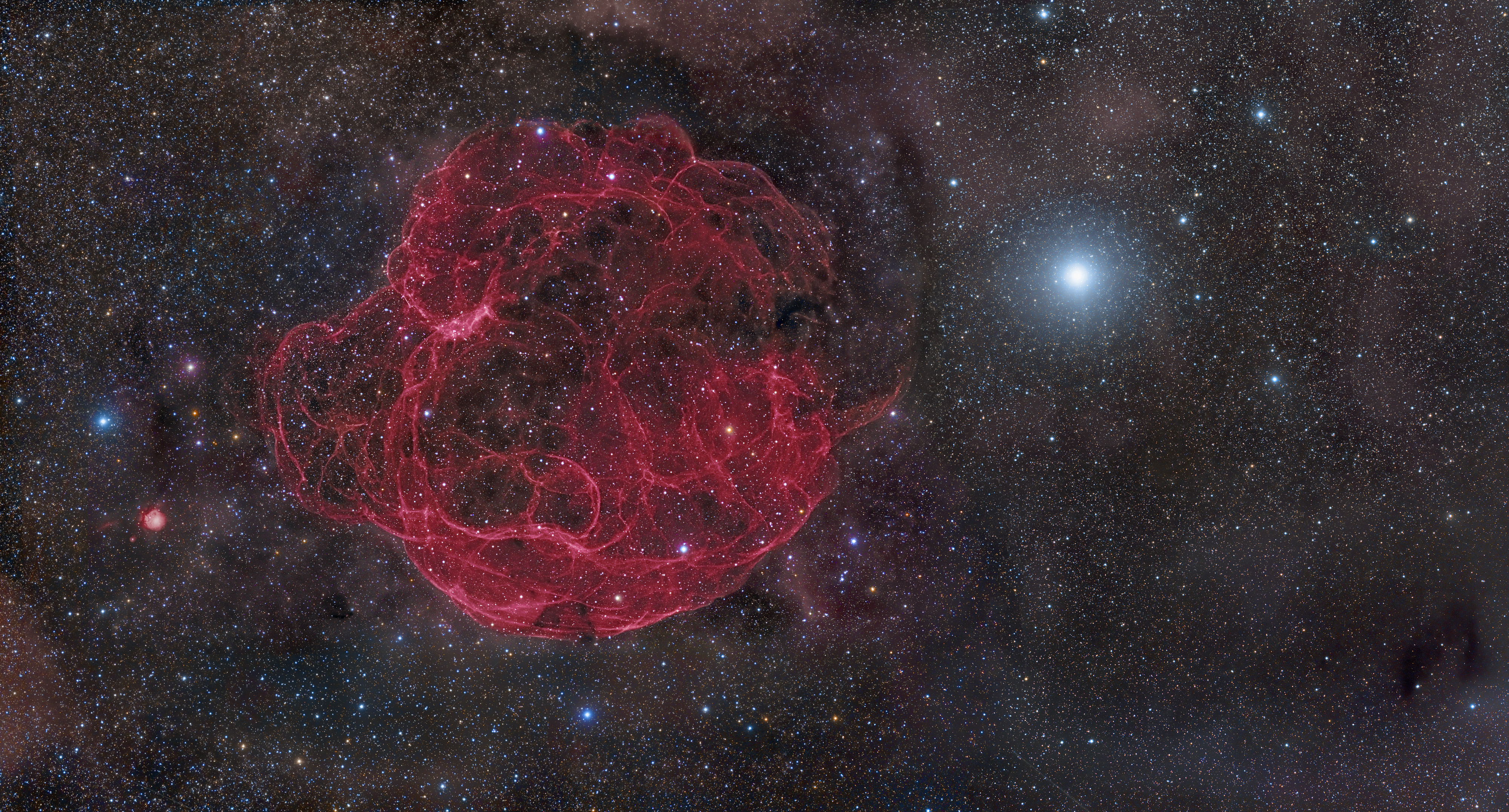
Image remarquable promue le 9 février 2015. Nébuleuse du spaghetti (Sh2-240) prise par astronome amateur David Rousseau. Télescope RedCat51 à objectif de petzval (focale de 250 mm) avec filtres Ha et OIII à bande étroite (2.8 nm). Rendu HOO.